# Jorge Echevarría Leúnda
Jorge Echevarria Leunda (Montevideo, 28 de noviembre de 1926 - Montevideo, 20 de julio de 2016) abogado, político uruguayo.

## Nacimiento, familia y hogar
Nació en Montevideo el 28 de noviembre de 1926. Hijo mayor de Orosmán Hilario Echevarría y Irene Leunda.                                       
Tuvo 4 hijos : Jorge Echevarria Petit, Casilda Echevarría, Anita Echevarría Petit y José-Luis Echevarría Petit.             
Falleció a los 89 años de edad, el 20 de julio de 2016.

## Educación y estudios universitarios
Se graduó con honores en la Universidad de la República, donde estudió derecho. 

## Carrera
En 1951, Jorge Echevarría fundó el estudio jurídico "Echevarría Leunda & Fignoni" (Hoy en día Echevarría Leunda & Echevarría Petit). El estudio se especializó en derecho corporativo, bancario, civil y administrativo.
Ocupó el cargo de Profesor de Derecho Comercial, en la Facultad de Derecho de la Universidad de la República, rol que desempeñó hasta 1965
Jorge Echevarría también fue  árbitro, participando en arbitrajes de la Cámara de Comercio Internacional (CCI) y arbitrajes Ad hoc. Fue árbitro de la Cámara de Comercio del Uruguay y de la Cámara de Comercio Argentina, y miembro de CARAT, una institución privada argentina de estudios sobre arbitraje.
El Dr. Echevarría Leunda asesoró diversos Bancos y fue designado Director del Deutsche Bank y luego fue designado Presidente del Directorio.
El Dr. Echevarría fue columnista en el Bien Público.
De muy joven militó en la Unión Cívica cuando éste era un partido independiente, integró listas y fue candidato a la Intendencia de Montevideo. 
Miembro del Colegio de Abogados y Presidente de la Cámara Uruguay - USA. 

## Actividad pública en el Poder Ejecutivo
La carrera de Echevarría en el servicio público estuvo marcada por varios roles significativos. Se desempeñó como Subsecretario de Economía y Finanzas y Ministro de Industria y Energía. 
Su rol más notable en el servicio público fue como Presidente del Banco Central del Uruguay. 
Además, fue Presidente del ente Binacional responsable de la construcción de la represa de Salto Grande en el río Uruguay a finales de los años 70, un proyecto valorado en 1.500 millones de dólares